# ...Nothing Like the Sun
...Nothing Like the Sun  es el segundo álbum solista de estudio del cantautor británico Sting. El álbum fue  originalmente lanzado el 13 de octubre de 1987 por A&M en todo el mundo. El mismo explora diferentes géneros como el pop rock, soft rock, jazz, reggae, world music, rock acústico y el funk rock. Las canciones que lo componen, fueron grabados durante los meses de marzo y agosto de 1987, en cesiones que se desarrollaron en el estudio "Air Studios", en la isla de Montserrat, con la asistencia de los productores Hugh Padgham, Bryan Loren y Neil Dorfsman. Asimismo, participaron varios de los más famosos guitarristas del rock y el pop, incluyendo el exmiembro de The Police Andy Summers, Eric Clapton, Mark Knopfler y Hiram Bullock. El álbum es generalmente considerado como la culminación en la orientación de un sonido orientado más hacia el público adulto del artista.

## Título del álbum
El título proviene del soneto número 130 de los Sonetos de Shakespeare "My mistress' eyes are nothing like the sun", que Sting utilizó en la canción "Sister Moon". La inspiración para ese tema fue su encuentro con un ebrio, que le consultó a Sting "¿Cuán hermosa es la luna?"

## Desempeño comercial
En los Estados Unidos, el álbum debutó en el puesto 54 del Billboard 200 en la semana del 31 de octubre de 1987 y luego ascendió hasta el puesto número 9 en su tercera semana posterior al lanzamiento. El álbum se mantuvo un total de 52 semanas en el ranking. El 24 de octubre de 1991, el álbum fue certificado como doble platino por Recording Industry Association of America (RIAA), por ventas que superaron los dos millones de copias en los Estados Unidos.
En el Reino Unido, el álbum debutó en el puesto número uno del UK Albums Chart y se mantuvo un total de 42 semanas. Asimismo, fue certificado como platino por la British Phonographic Industry (BPI) por ventas superiores a las 300.000 unidades.

## Lista de canciones
Todas las canciones escritas y compuestas por Sting, excepto donde se indica. 
| ... Nothing Like the Sun |                                 |                     |          |  |
| N.º                      | Título                          | Escritor(es)        | Duración |  |
| 1.                       | «The Lazarus Heart»             |                     | 4:34     |  |
| 2.                       | «Be Still My Beating Heart»     |                     | 5:32     |  |
| 3.                       | «Englishman in New York»        |                     | 4:25     |  |
| 4.                       | «History Will Teach Us Nothing» |                     | 4:58     |  |
| 5.                       | «They Dance Alone (Cueca Solo)» |                     | 7:16     |  |
| 6.                       | «Fragile»                       |                     | 3:54     |  |
| 7.                       | «We'll Be Together»             |                     | 4:52     |  |
| 8.                       | «Straight to My Heart»          |                     | 3:55     |  |
| 9.                       | «Rock Steady»                   |                     | 4:27     |  |
| 10.                      | «Sister Moon»                   |                     | 3:46     |  |
| 11.                      | «Little Wing»                   | Jimi Hendrix        | 5:04     |  |
| 12.                      | «The Secret Marriage»           | Hanns Eisler, Sting | 2:03     |  |

## Personal
- Sting: Voz principal, bajo, guitarra on "History Will Teach Us Nothing" and "Fragile", arreglos
- Mark Egan:  bajo en "Little Wing"
- Hiram Bullock: guitarra en "Little Wing"
- Andy Summers:  guitarra en "The Lazarus Heart" and "Be Still My Beating Heart"
- Eric Clapton:  guitarra en "They Dance Alone (Cueca Solo)"
- Fareed Haque:  guitarra en "They Dance Alone (Cueca Solo)"
- Mark Knopfler:  guitarra en "They Dance Alone (Cueca Solo)"
- Kenny Kirkland:  teclados
- Ken Helman:  piano en "The Secret Marriage"
- Manu Katché:  batería
- Kenwood Dennard:  batería on "Little Wing"
- Andy Newmark:  batería adicional
- Mino Cinelu:  percusión, vocoder
- Branford Marsalis:  saxo
- Gil Evans and His Orchestra: en "Little Wing"
- Rubén Blades:  voz en español en "They Dance Alone (Cueca Solo)"
- Janice Pendarvis:  coros
- Dolette McDonald:  coros
- Renée Geyer:  coros
- Pamela Quinlan: coros
- Vesta Williams:  coros en "We'll Be Together"
- Annie Lennox:  coros en "We'll Be Together"

## Producción
- Productores: Sting and Neil Dorfsman (pistas 1-6 & 8-12); Bryan Loren (pista 7).
- Asistentes de producción en pistas 1 a 6 y 8 a 12: Ken Blair y Dave O'Donnell
- Grabado y mezclado por: Neil Dorfsman y Hugh Padgham (Tracks 1 a 6 y 8 a 12); Paul McKenna (pista 7).
- Asistentes de mezcla: Mark McKenna y Bob Vogt (Tracks 1 a 6 y 8 a 12); John Hegedes (pista 7).
- Masterizado por: Bob Ludwig en Masterdisk New York.
- Dirección de arte y diseño: Richard Frankel
- Fotografía: Brian Aris